# Parafia św. Józefa w Burra
Parafia św. Józefa w Burra – parafia rzymskokatolicka, należąca do diecezji Port Pirie, erygowana w 1882 roku.
Parafia na swoim terytorium posiada cztery kościoły: 
- Kościół św. Józefa w Burra
- Kościół św. Augustyna w Spalding
- Kościół św. Dymfny w Boobarowie
- Kościół Dobrego Pasterza w Hallett